# Ptiloglossa eximia
Ptiloglossa eximia är en biart som först beskrevs av Smith 1861.  Ptiloglossa eximia ingår i släktet Ptiloglossa och familjen korttungebin. Inga underarter finns listade i Catalogue of Life.